# Slovenija na kvalifikacijah za nastop na Zimskih olimpijskih igrah 1998 v hokeju na ledu
Slovenska hokejska reprezentanca je bila na kvalifikacijah za uvrstitev na Zimske olimpijske igre 1998 razvrščena v skupino A, kjer se je med 25. oktobrom 1995 in 12. decembrom 1996 po sistemu domačih in povratnih tekem borila proti reprezentancam Švice, Velike Britanije, Danske in Nizozemske. Po petih porazih in treh zmagah je Slovenija zasedla četrto mesto, prvo pa Švica. 

## Tekme
| 4. november 1995 | Slovenija | 2 - 4 | Danska | Rødovre, Danska |

| Poročilo tekme | Poročilo tekme | Poročilo tekme  | Poročilo tekme | Poročilo tekme |
| -------------- | -------------- | --------------- | -------------- | -------------- |
|                |                | (0:2, 1:2, 0:0) |                |                |

| 21. december 1995 | Slovenija | 8 - 0 | Nizozemska | Eindhoven, Nizozemska |

| Poročilo tekme | Poročilo tekme | Poročilo tekme  | Poročilo tekme | Poročilo tekme |
| -------------- | -------------- | --------------- | -------------- | -------------- |
|                |                | (2:0, 2:0, 4:0) |                |                |

| 17. januar 1996 | Slovenija | 4 - 5 | Velika Britanija | Hala Tivoli, Ljubljana |

| Poročilo tekme | Poročilo tekme | Poročilo tekme  | Poročilo tekme | Poročilo tekme |
| -------------- | -------------- | --------------- | -------------- | -------------- |
|                |                | (2:1, 0:3, 2:1) |                |                |

| 7. februar 1996 | Slovenija | 3 - 5 | Švica | Chur, Švica |

| Poročilo tekme | Poročilo tekme | Poročilo tekme  | Poročilo tekme | Poročilo tekme |
| -------------- | -------------- | --------------- | -------------- | -------------- |
|                |                | (3:2, 0:0, 0:3) |                |                |

| 3. april 1996 | Slovenija | 1 - 4 | Švica | Dvorana Podmežakla, Jesenice |

| Poročilo tekme | Poročilo tekme | Poročilo tekme  | Poročilo tekme | Poročilo tekme |
| -------------- | -------------- | --------------- | -------------- | -------------- |
|                |                | (0:2, 0:2, 1:0) |                |                |

| 29. oktober 1996 | Slovenija | 5 - 1 | Danska | Hala Tivoli, Ljubljana |

| Poročilo tekme | Poročilo tekme | Poročilo tekme  | Poročilo tekme | Poročilo tekme |
| -------------- | -------------- | --------------- | -------------- | -------------- |
|                |                | (1:0, 2:1, 2:0) |                |                |

| 6. november 1996 | Slovenija | 9 - 0 | Nizozemska | Ledena dvorana Golovec, Celje |

| Poročilo tekme | Poročilo tekme | Poročilo tekme  | Poročilo tekme | Poročilo tekme |
| -------------- | -------------- | --------------- | -------------- | -------------- |
|                |                | (4:0, 2:0, 3:0) |                |                |

| 12. november 1996 | Slovenija | 0 - 5 | Velika Britanija | Sheffield, Anglija |

| Poročilo tekme | Poročilo tekme | Poročilo tekme  | Poročilo tekme | Poročilo tekme |
| -------------- | -------------- | --------------- | -------------- | -------------- |
|                |                | (0:2, 0:3, 0:0) |                |                |